# Jakub Kohák
Jakub Kohák (* 10. října 1972 Praha) je český filmový a reklamní režisér, herec, komik, moderátor, spisovatel a scenárista.

## Život
Vystudoval produkci na FAMU. Jakub Kohák měl původně v plánu natočit seriál o chlapovi s parohem a filmy o Janu Bergerovi, Latě Brandisové a Josefu Toufarovi. Má albánské předky.
Režíroval televizní reklamy například pro Vodafone, Kofolu, Pepsi, T-Mobile, Fio banku, Penzičku.cz, DPD nebo pro Nadaci Terezy Maxové[zdroj⁠?!]. Zahrál si v televizních reklamách například na T-Mobile, Fio banku, Mobil.cz nebo DPD.
Hrál například ve filmech Čert ví proč, U mě dobrý, Hlídač č. 47, Eurotrip, Na cestě, Okresní přebor – Poslední zápas Pepika Hnátka,Vejška, nebo hlavní roli ve filmu Instalatér z Tuchlovic. Režíroval a hrál ve skečovém seriálu České televize Pečený sněhulák. Daboval také žabáka Boba v seriálu Esa z pralesa.
V roce 2013 hrál v divadelním představení Večírek, v režii Ondřeje Sokola a podle scénáře Michala Suchánka. Jakub Kohák se také pravidelně objevuje v divadelních představeních improvizační show Partička, kde vystupuje jako účinkující a moderátor. Od roku 2021 se stal jejím členem, protože na čas nahradil Igora Chmelu.
Každý všední den účinkuje v ranní show rádia Evropa 2, kde hájí práva posluchačů jako „Bombucman“. Od roku 2016 do roku 2019 byl porotcem show Tvoje tvář má známý hlas. V roce 2021 se stal znovu porotcem show.
Jakub Kohák je také spisovatel. Napsal knihy Objevy (2014), Svět podle Koháka (2014), Kůly v plotě (2019) a Svět podle Koháka: Kůly v plotě 0.5 (2019). Věnuje se i tvorbě krátkých videoklipů, filmů a spotů. Je držitelem ceny Anděl (1999) za nejlepší český videoklip. Také je pátým členem kapely Wohnout.
Má dva syny – Zlatana Jana Koháka a Wolfganga Amadea Koháka.

## Filmografie
- 1997 – Bublina (film)
- 1998 – Až do rána (film)
- 1998 – Tunel (studentský film)
- 1998 – Sedmnáct hodin dvacet pět minut (film)
- 1999 – Kino (studentský film)
- 2000 – Samotáři (film)
- 2000 – Dům (studentský film)
- 2000 – Hodina pravdy (film)
- 2000 – Dokoláč (TV seriál)
- 2000 – Nu, pogodi! (film)
- 2001 – Dissident (film)
- 2001 – Na cestě (studentský film)
- 2002 – I Survived the Redesign (film)
- 2002 – Perníková věž (film)
- 2003 – Čert ví proč (film)
- 2004 – Eurotrip (film)
- 2004 – Clochemerle (film)
- 2004 – Nadměrné maličkosti (TV seriál)
- 2007 – Paní z Izieu (film)
- 2008 – U mě dobrý (film)
- 2008 – Hlídač č. 47 (film)
- 2009 – Báječná léta bez opony (film)
- 2010 – Okresní přebor (TV seriál)
- 2012 – Okresní přebor – Poslední zápas Pepika Hnátka (film)
- 2012 – Martin a Venuše (film)
- 2012 – Líbáš jako ďábel (film)
- 2012 – Soukromý vesmír (dokumentární film)
- 2012–dosud – Partička v divadelních verzích (TV pořad, improvizační show)
- 2013 – QI – Na vše máme odpověď (TV pořad)
- 2013 – Luftshow Jakuba Koháka (internetový pořad)
- 2013–2015 – Doktoři z Počátků (TV seriál)
- 2013–dosud – Partička – 6× jako host (TV pořad, improvizační show)
- 2014 – Vejška (film)
- 2014 – Pečený sněhulák (TV skečový pořad)
- 2014 – Kdo je kdo? (TV pořad)
- 2014 – Playhouse uvádí (TV seriál)
- 2014 – Under Pressure (film)
- 2014 – Tělo plné štěstí (dokumentární studentský film)
- 2015 – Správnej dres (film)
- 2015 – Korunní princ (film)
- 2015 – Burácení (film)
- 2015 – Hrajeme s Alim (TV pořad)
- 2016 – Teorie tygra (film)
- 2016 – Žrouti (internetový seriál)
- 2016 – V.I.P. vraždy (TV seriál)
- 2016 – Instalatér z Tuchlovic (film)
- 2016 – Dvojníci (film)
- 2016 – Pevnost Boyard (TV pořad)
- 2016–2019 – Tvoje tvář má známý hlas (TV pořad)
- 2017 – Špindl (film)
- 2017 – Muzzikanti (film)
- 2017 – Přístav (TV seriál)
- 2017–dosud – TIKI-TAKA (TV pořad)
- 2018 – Pepa (film)
- 2018 – S pravdou ven (TV pořad)
- 2018 – Zase pondělí! (TV pořad)
- 2019 – Špindl 2 (film)
- 2019 – Krejzovi (TV seriál)
- 2020 – Ženská pomsta (film)
- 2020 – Nebezpečná kořist (film)
- 2020 – Spolu z domu (TV pořad)
- 2020 – Hvězda (záznam divadelního představení)
- 2021 – Prvok, Šampón, Tečka a Karel (film)
- 2021 – Láska na špičkách (film)
- 2022 – Ženy a život (film)
- 2023 – Bubeník a princezna (film)

## Režie
- 1998 – Zítra vystoupím v Trondheimu (film)
- 2000 – Tarzanův návrat (film)
- 2000 – Space Cowboy (film)
- 2000 – Nu, pogodi! (film)
- 2000 – Král sokolů (film)
- 2001 – Béčka (dokumentární studentský film)
- 2001 – Boxer (film)
- 2001 – Lady Lady L. (film)
- 2002 – Biker (film)
- 2005 – Jeden jestřáb mnoho vran rozhání (dokumentární studentský film)
- 2005 – ČT Live – Tata Bojs (koncert)
- 2006 – ČT Live – Iva Bittová (koncert)
- 2006 – Kde lampy bloudí (film)
- 2010 – Okresní přebor (TV seriál)
- 2011 – Autopohádky (film)
- 2011 – Příhody Antonína Kužílka – část z Autopohádek (film)
- 2012–dosud – Partička v divadelních verzích (TV pořad, improvizační show)
- 2013 – Kdopak by se Čecha bál (TV pořad)
- 2014 – Pečený sněhulák (TV skečový pořad)
- 2018 – Konec fotbalu v Dolních Zálupech (dokumentární film)

## Knihy
1. Objevy (2014)
2. Svět podle Koháka (2014)
3. Kůly v plotě (2019)
4. Svět podle Koháka: Kůly v plotě 0.5 (2019)
5. Klub osamělých srdcí pana Vajíčko (2021)
6. Perly v botě (2023)
7. Martin Fenin – Na rovinu

## Dabing
- 2017 – Esa z pralesa (film)
- 2018 – Zprávy esa z pralesa (TV seriál)
- 2018 – Esa z pralesa: Dobytí jižního pólu (film)
- 2018 – Ledová sezóna: Medvědi jsou zpět (film)
- 2018–2020 – Esa z pralesa (TV seriál)
- 2020 – Králíček Petr bere do zaječích (film)
- 2021 – Luca (film)
- 2022 – Zlouni (film)
- 2022 – Mikulášovy patálie: Jak to celé začalo (film)
- 2023 – Asterix a Obelix: Říše středu (film)
- 2023 – Esa z pralesa 2: Světové dobrodružství (film)
- 2023 – Zlouni: Vánoční zlo (film)